# Addi Shihu
Addi Shihu est un réservoir qui se trouve dans le woreda d’Atsbi Wenberta au Tigré (Éthiopie, en Afrique de l'est). Le barrage a été construit en 1997 par SAERT.

## Caractéristiques du barrage
- Hauteur : 10,8 mètres.
- Longueur de la crête : 301 mètres.

## Capacité
- Capacité d’origine : 1 000 000 m3 (mètres cubes).
- Superficie : 36 ha (hectares).

## Irrigation
- Périmètre irrigué planifié : 40 ha.
- Aire irriguée réellement en 2002 : 13 ha.

## Environnement
- Superficie du bassin versant du réservoir (qui subit une sédimentation rapide[2]) : 9,4 km2
- Composition de la lithologie du bassin : ?[1].

Une partie des eaux du réservoir est perdue par percolation, avec pour effet secondaire positif que ces eaux contribuent à la recharge des aquifères.

## Lieux homonymes
La ville d’Addi Shihu, dans le woreda d’Alaje, est située 100 km plus au sud.